# Château de Trévien
Le château de Trévien est un édifice fortifié, situé dans la commune de Trévien en France et inscrit aux monuments historiques depuis le 25 janvier 1980.

## Historique
En 1440, Gabriel de Monestiés est seigneur de la baronnie de Trévien, vassale des évêques d'Albi. Le château date des XVe siècle et XVIe siècle construit par la famille Castelpers dont un membre a épousé Yolande de Monestiés.
Des réaménagements intérieurs ont eu lieu au XVIIIe siècle, sans modifier l'aspect extérieur. À cette époque, la baronnie appartient à la famille de Chastenet de Puységur.[réf. souhaitée]

## Description

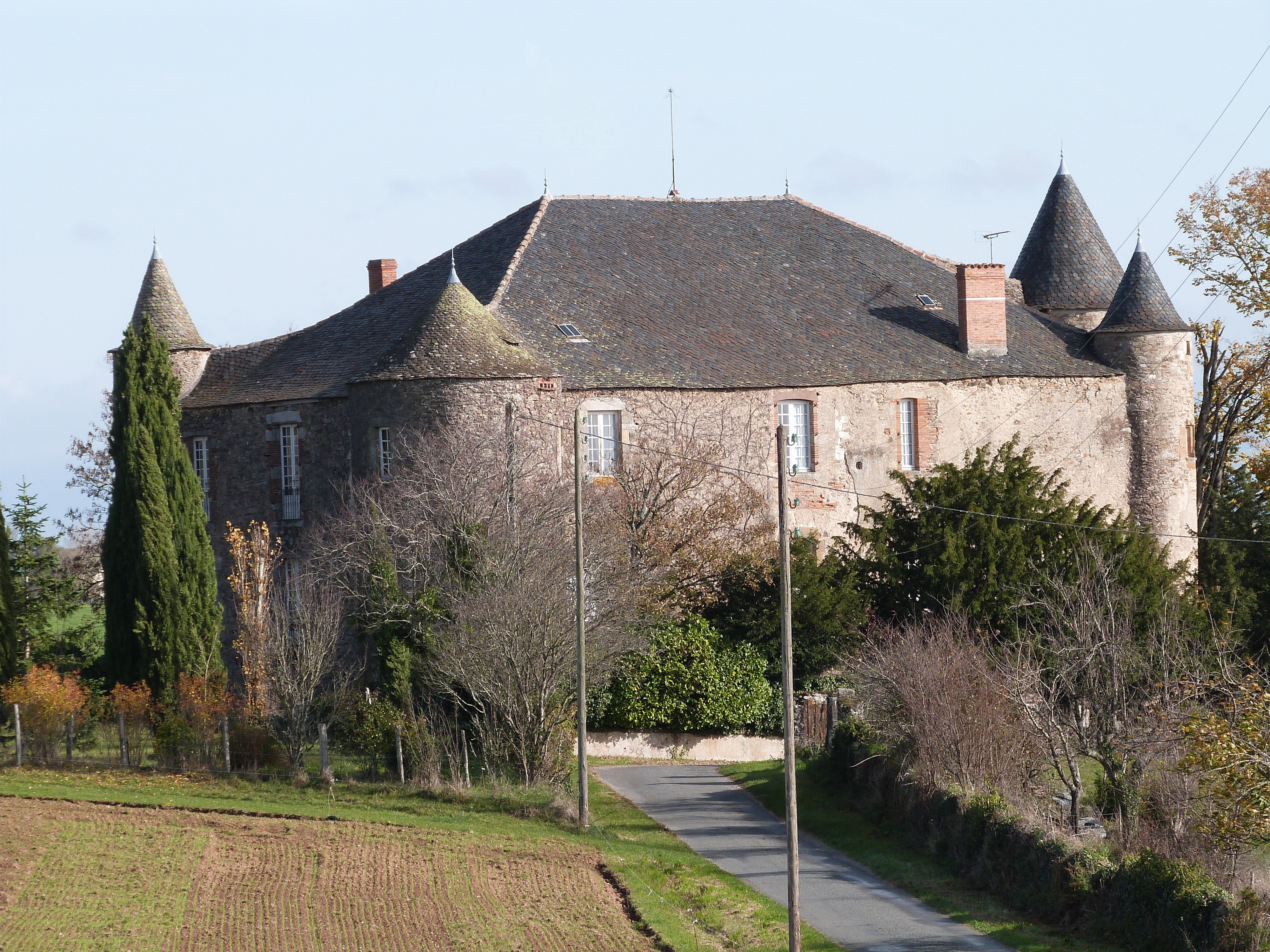
Vue générale en élévation.

Le château est construit en pierres et les toitures sont couvertes d'ardoise.[réf. souhaitée]
Le château se présente sous la forme d'un quadrilatère doté de tour à chaque angle. Il est bâti sur trois étages desservis par un escalier à vis inclus dans la grosse tour qui dépasse du côté est. Sa porte est ornée d'un blason. Les ouvertures de plusieurs époques démontrent l'existence de modifications successives. Il reste sur le mur oriental quelques fenêtres gothiques. 
À l'intérieur, on trouve des cheminées de style Louis XV et Louis XVI, de plafonds peints. Les caves voûtées sont en pierre de taille. Une vieille cheminée à voûte en anse de panier trône dans la cuisine.

### Liens
- Ressource relative à l'architecture :   - Mérimée